# Wolfgang Weber (Fußballspieler)
Wolfgang Weber (* 26. Juni 1944 in Schlawe, Pommern) ist ein ehemaliger deutscher Fußballspieler. Er spielte meist auf der Position des Vorstoppers. Sein Spitzname lautete „Bulle“.

## Leben
Weber, vor Kriegsende im damaligen Landkreis Schlawe nicht weit entfernt von der pommerischen Ostseeküste geboren, wuchs ab 1950 in Porz bei Köln auf. Seine Laufbahn als Fußballspieler begann er im jugendlichen Alter von 10 Jahren bei der SpVg Porz. Bei einem Jugendauswahlspiel entdeckte der damalige Trainer Zlatko Čajkovski den jungen Spieler und holte ihn zum 1. FC Köln.
Wolfgang Weber spielte als Abwehr- und Mittelfeldspieler in der Bundesliga von 1963 bis 1978 in 356 Spielen für den 1. FC Köln und wurde 1964 und 1978 mit dem Verein Deutscher Meister. Außerdem gewann er mit Köln 1968, 1977 und 1978 den DFB-Pokal. Er kam in 49 Pokalspielen zum Einsatz, in denen er sieben Tore schoss.

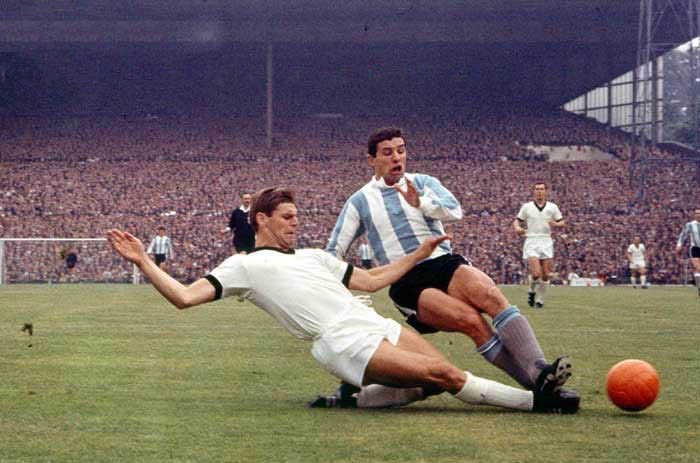
Wolfgang Weber im Spiel gegen Argentinien bei der WM 1966, rechts Luis Artime

Weber nahm 1966 an der WM in England und 1970 an der WM in Mexiko teil. 1966 wurde er Vizeweltmeister und 1970 WM-Dritter. Zwischen 1964 und 1974 bestritt er 53 Länderspiele und erzielte zwei Treffer. Eines seiner beiden Tore war dabei das 2:2 im WM-Endspiel 1966 gegen England in der letzten Minute der regulären Spielzeit, was die deutsche Nationalmannschaft in die Verlängerung rettete. Legendär war die Härte des Innenverteidigers gegen sich und seine Gegenspieler. Beim Viertelfinalspiel 1965 im Europapokal der Landesmeister gegen den englischen Meister FC Liverpool brach sich Weber das Wadenbein und spielte bis zum Ende weiter, da man noch nicht auswechseln durfte. Der Vergleich wurde erst durch den „Münzwurf von Rotterdam“ zugunsten Liverpools entschieden.
Im Januar 1977 wurde bei Weber eine Herzmuskelentzündung diagnostiziert, weshalb ein mehrwöchiger Aufenthalt in  der Kölner Universitätsklinik erforderlich war. Sein letzter Pflichtspieleinsatz für die Geißböcke war am 22. Januar 1977 bei dem 2:2 Remis gegen Rot-Weiss Essen. Seit dem 1. Februar 1977 war Weber als Assistenztrainer, Scout und Spielbeobachter für den 1. FC Köln tätig. Weber beendete seine Karriere offiziell 1978. Gemeinsam mit seinem Freund Hannes Löhr bestritt er am 25. Oktober 1978 in Köln sein Abschiedsspiel gegen die deutsche Fußballnationalmannschaft. Nach 32 Minuten gingen die zwei Ex-Nationalspieler beim Spielstand von 1:1 durch ein von den FC- und Nationalelfspielern gebildetes Spalier unter stürmischem Applaus vom Platz. Vor 25.000 Zuschauern hatten sie zuvor in der von Hennes Weisweiler betreuten FC-Elf auf ihren langjährigen Stammpositionen nochmals ihr Können aufblitzen lassen. Bernd Schuster und Holger Willmer wurden für die beiden verdienten Spieler eingewechselt. Gerd Zewe erzielte mit einem Treffer in der 43. Minute den 2:1-Endstand für die DFB-Auswahl. Ab der Saison 1978/79 war Weber eineinhalb Jahre als Trainer für Werder Bremen tätig. 
Bis 1970 absolvierte er dann ein Sportstudium, das er zunächst nicht weiterverfolgte, nach seiner Fußballkarriere in den 1990er Jahren jedoch wieder aufnahm. Von 1980 bis 1993 war er Repräsentant und Verkäufer von Adidas. Weber litt ab 1972 zeitweilig unter Depressionen, die in der psychiatrischen Klinik der Universität Köln auch stationär behandelt wurden. Die Krankheit galt dann aber als überwunden.
Weber engagierte sich als Fußballbotschafter bei den Special Olympics. Dafür wurde er im Januar 2011 mit dem Bundesverdienstkreuz am Bande geehrt. Der Orden wurde am 20. Januar 2011 vom Kölner Oberbürgermeister Jürgen Roters überreicht. Bereits am 30. Juli 1966 hatte ihm der Bundespräsident das Silberne Lorbeerblatt verliehen.

## Statistik
- 53 Länderspiele; 2 Tore für Deutschland
- 1 B-Länderspiel
- 1. Bundesliga; 356 Spiele, 21 Tore
- DFB-Pokal; 50 Spiele; 7 Tore
- Europapokal der Landesmeister, Europapokal der Pokalsieger, UEFA-Pokal; 63 Spiele; 4 Tore

## Erfolge
Verein
- Deutscher Meister: 1964, 1978
  - Vize-Meister: 1963, 1965, 1973
- DFB-Pokalsieger: 1968, 1977, 1978
  - Finalist: 1970, 1971, 1973

Nationalmannschaft
- Vize-Weltmeister: 1966
- WM-Dritter: 1970

## Trivia
Weber hatte einige Jahre ehrenamtlich in der Klostergärtnerei der Alexianer in Porz gearbeitet. Er hilft jetzt ehrenamtlich bei der Pflege von Grünflächen in Porz.